# Championnat de Colombie de football 1980
Navigation
Saison précédente Saison suivante
La saison 1980 du Championnat de Colombie de football est la trente-troisième édition du championnat de première division professionnelle en Colombie. Les quatorze meilleures équipes du pays sont regroupées au sein d'une poule unique, où elles s'affrontent lors de deux tournois saisonniers, disputés en matchs aller et retour. La phase finale pour le titre voit s'affronter les huit meilleures équipes sur l'ensemble des deux tournois lors d'une compétition en deux tours de poule. À l'issue de la compétition, il n'y a ni promotion, ni relégation.
C'est le club de l'Atlético Junior qui remporte la compétition, après avoir terminé en tête du Cuadrangular, devant les deux formations de Cali, le Deportivo et l'América. C'est le second titre de champion de l'histoire du club, après celui obtenu en 1977.

## Les clubs participants
| - Independiente Santa Fe - CD Los Millonarios - Deportes Tolima - Atlético Bucaramanga - Once Caldas - Independiente Medellin - Unión Magdalena | - Atlético Nacional - Deportivo Pereira - América de Cali - Cucuta Deportivo - Deportes Quindio - Deportivo Cali - Atlético Junior |

## Compétition
Le barème utilisé pour établir le classement est le suivant :
- Victoire : 2 points
- Match nul : 1 point
- Défaite : 0 point

### Tournoi Ouverture

#### Classement
| Rang | Équipe                 | Pts | J  | G  | N  | P  | Bp | Bc | Diff |
| ---- | ---------------------- | --- | -- | -- | -- | -- | -- | -- | ---- |
| 1    | Atlético Junior        | 35  | 26 | 12 | 11 | 5  | 35 | 15 | +20  |
| 2    | Deportivo Cali         | 35  | 26 | 13 | 9  | 4  | 45 | 28 | +17  |
| 3    | Once Caldas            | 34  | 26 | 13 | 8  | 5  | 33 | 20 | +13  |
| 4    | Deportivo Pereira      | 31  | 26 | 10 | 11 | 5  | 28 | 20 | +8   |
| 5    | Deportes Quindio       | 27  | 26 | 9  | 9  | 8  | 25 | 29 | -4   |
| 6    | CD Los Millonarios     | 26  | 26 | 9  | 8  | 9  | 42 | 37 | +5   |
| 7    | América de Cali        | 26  | 26 | 9  | 8  | 9  | 36 | 33 | +3   |
| 8    | Atlético Nacional      | 26  | 26 | 8  | 10 | 8  | 33 | 34 | -1   |
| 9    | Independiente Santa Fe | 26  | 26 | 8  | 10 | 8  | 34 | 36 | -2   |
| 10   | Unión Magdalena        | 24  | 26 | 8  | 8  | 10 | 27 | 36 | -9   |
| 11   | Independiente Medellin | 22  | 26 | 6  | 10 | 10 | 30 | 33 | -3   |
| 12   | Deportes Tolima        | 19  | 26 | 4  | 7  | 10 | 26 | 41 | -15  |
| 13   | Atlético Bucaramanga   | 18  | 26 | 5  | 8  | 13 | 30 | 46 | -16  |
| 14   | Cucuta Deportivo       | 15  | 26 | 3  | 9  | 14 | 21 | 39 | -18  |

- Les quatre premiers obtiennent leur billet pour les demi-finales du Cuadrangular, quel que soit leur résultat lors du tournoi Clôture.

### Tournoi Clôture

#### Classement
Groupe A :
| Rang | Équipe             | Pts | J  | G | N  | P  | Bp | Bc | Diff |
| ---- | ------------------ | --- | -- | - | -- | -- | -- | -- | ---- |
| 1    | Deportivo Cali     | 26  | 21 | 8 | 10 | 3  | 41 | 28 | +13  |
| 2    | CD Los Millonarios | 26  | 21 | 8 | 10 | 3  | 36 | 31 | +5   |
| 3    | América de Cali    | 25  | 21 | 8 | 9  | 4  | 30 | 26 | +4   |
| 4    | Deportivo Pereira  | 21  | 21 | 6 | 9  | 6  | 38 | 39 | -1   |
| 5    | Once Caldas        | 18  | 21 | 4 | 10 | 7  | 18 | 22 | -4   |
| 6    | Deportes Quindio   | 14  | 21 | 2 | 10 | 9  | 15 | 24 | -9   |
| 7    | Atlético Junior    | 10  | 21 | 2 | 6  | 11 | 12 | 28 | -16  |

Groupe B :
| Rang | Équipe                 | Pts | J  | G  | N  | P  | Bp | Bc | Diff |
| ---- | ---------------------- | --- | -- | -- | -- | -- | -- | -- | ---- |
| 1    | Cucuta Deportivo       | 28  | 21 | 10 | 8  | 3  | 33 | 22 | +11  |
| 2    | Atlético Nacional      | 26  | 21 | 10 | 6  | 5  | 34 | 26 | +8   |
| 3    | Deportes Tolima        | 26  | 21 | 9  | 8  | 4  | 29 | 21 | +8   |
| 4    | Independiente Santa Fe | 22  | 21 | 6  | 10 | 5  | 32 | 30 | +2   |
| 5    | Independiente Medellin | 20  | 21 | 7  | 6  | 8  | 22 | 24 | -2   |
| 6    | Unión Magdalena        | 19  | 21 | 6  | 7  | 8  | 19 | 24 | -5   |
| 7    | Atlético Bucaramanga   | 13  | 21 | 2  | 9  | 10 | 18 | 30 | -12  |

- Les deux premiers de chaque groupe obtiennent leur billet pour les demi-finales du Cuadrangular, quel que soit leur résultat lors du tournoi Clôture. Si un club est déjà qualifié grâce au tournoi Ouverture, les troisièmes de poule disputent un barrage de qualification.

Barrage de qualification :
| Équipe 1        | Résultat | Équipe 2        | Aller | Retour |
| --------------- | -------- | --------------- | ----- | ------ |
| América de Cali | 4 - 1    | Deportes Tolima | 4 - 0 | 0 - 1  |

### Demi-finales

#### Groupe A
| Rang | Équipe             | Pts | J | G | N | P | Bp | Bc | Diff |
| ---- | ------------------ | --- | - | - | - | - | -- | -- | ---- |
| 1    | América de Cali    | 9   | 6 | 4 | 1 | 1 | 9  | 4  | +5   |
| 2    | Deportivo Cali     | 8   | 6 | 3 | 2 | 1 | 11 | 6  | +5   |
| 3    | CD Los Millonarios | 5   | 6 | 2 | 1 | 3 | 8  | 13 | -5   |
| 4    | Cúcuta Deportivo   | 2   | 6 | 0 | 2 | 4 | 6  | 11 | -5   |

|  | Qualification pour le Cuadrangular |
|  | T: Tenant du titre                 |

#### Groupe B
| Rang | Équipe            | Pts | J | G | N | P | Bp | Bc | Diff |
| ---- | ----------------- | --- | - | - | - | - | -- | -- | ---- |
| 1    | Atlético Junior   | 8   | 6 | 3 | 2 | 1 | 8  | 10 | -2   |
| 2    | Atlético Nacional | 7   | 6 | 3 | 1 | 2 | 11 | 9  | +2   |
| 3    | Once Caldas       | 5   | 6 | 2 | 1 | 3 | 17 | 13 | +4   |
| 4    | Deportivo Pereira | 4   | 6 | 1 | 2 | 3 | 8  | 12 | -4   |

|  | Qualification pour le Cuadrangular |

### Cuadrangular
| Rang | Équipe            | Pts | J | G | N | P | Bp | Bc | Diff |
| ---- | ----------------- | --- | - | - | - | - | -- | -- | ---- |
| 1    | Atlético Junior   | 9   | 6 | 3 | 3 | 0 | 9  | 6  | +3   |
| 2    | Deportivo Cali    | 8   | 6 | 2 | 1 | 3 | 11 | 10 | +1   |
| 3    | América de Cali   | 4   | 6 | 1 | 2 | 3 | 5  | 7  | -2   |
| 4    | Atlético Nacional | 2   | 6 | 0 | 4 | 2 | 9  | 11 | -2   |

|  | Qualification pour la Copa Libertadores 1981 |

## Bilan de la saison
| Championnat de Colombie de football 1980 |                            |
| Champion                                 | Atlético Junior (2e titre) |
| Qualifications continentales             |                            |
| Copa Libertadores 1981                   | Atlético Junior            |
| Copa Libertadores 1981                   | Deportivo Cali             |
| Promotions et relégations                |                            |
| Promus en Primera A                      | Aucun                      |
| Relégués en Primera B                    | Aucun                      |